# مقاطعة ريبلي (إنديانا)
مقاطعة ريبلي (بالإنجليزية: Ripley County, Indiana)‏ هي إحدى مقاطعات ولاية إنديانا في الولايات المتحدة. تأسست سنة 1818، بلغ عدد سكانها 28818 نسمة في عام 2010 حسب إحصاء مكتب تعداد الولايات المتحدة وتصل الكثافة السكانية فيها 24.93 نسمة/كم2.

## وصلات خارجية
- www.ripleycounty.com
- United States Counties